# Urogymnus
Urogymnus é um género de peixe da família Dasyatidae.
Este género contém as seguintes espécies:
- Urogymnus asperrimus
- Urogymnus polylepis
- Urogymnus ukpam
- Urogymnus granulatus
- Urogymnus lobistoma